# Рикроллинг
Рикро́ллинг (англ. Rickrolling) или рикро́лл — интернет-мем, розыгрыш, зародившийся на имиджборде 4chan, заключающийся в предоставлении жертве гиперссылки на видео, самого видео или отсылки в другом виде на музыкальный клип Рика Эстли «Never Gonna Give You Up» под видом любой другой. Рикроллинг также применяется в реальной жизни, когда какое-то событие прерывается видео- или аудиозаписью «Never Gonna Give You Up».
Само слово «рикролл» произошло от предшественника «Duckroll» — розыгрыша, когда жертве предоставлялась ссылка на фотографию пластиковой утки на колёсах.

## История и описание

Характерные танцевальные движения Рика Эстли в клипе

Дебютный сингл Рика Эстли «Never Gonna Give You Up» вышел летом 1987 года и вскоре стал мировым хитом, добравшись до вершин UK Singles Chart и Billboard Hot 100. В клипе на песню Эстли поёт и танцует в своеобразной манере в нескольких городских локациях.
К марту 2007 года отмечался небольшой всплеск популярности клипа среди блогеров. В мае 2007 года после выхода трейлера Grand Theft Auto IV сайт Rockstar Games не выдержал наплыва посетителей и рухнул. Практически сразу в разделе /v/ (видеоигры) имиджборда 4chan появилась ссылка якобы на зеркало страницы с трейлером, которая вела на клип «Never Gonna Give You Up» на YouTube. На тот момент на 4chan уже применялся «дакролл», когда жертве под видом различных полезных ссылок давалась ссылка на изображение пластиковой утки на колёсах; название нового розыгрыша было образовано по аналогии.
В течение 2008 года шутка вышла за пределы 4chan, привлекая внимание многих СМИ. Согласно опросу SurveyUSA, к апрелю 2008 года не менее 18 миллионов американцев стали жертвами рикроллинга, а клип на YouTube набрал 25 миллионов просмотров. 
В сентябре 2009 года Wired опубликовал статью о современных подставах, поставив рикроллинг в список лёгких розыгрышей вместе с письмами счастья. 
В феврале 2010 года клип «Never Gonna Give You Up» в связи с нарушением правил размещения — был удалён с YouTube (куда обычно и вела ссылка рикролла), однако в тот же день его восстановили.
К 2011 году, когда популярность розыгрыша упала, композиция «Never Gonna Give You Up» стала вызывать раздражение. Например, читатели Rolling Stone поставили её на 10 место в списке худших песен 1980-х.

## Примеры использования

### Проект «Чанология»
Используя популярность мема, в феврале 2008 года участники проекта устроили демонстрации в крупных городах по всему миру против Церкви саентологии. В числе прочих, протестующие несли плакаты с надписями «Never Gonna Give You Up», проигрывали песню в громкоговорители и танцевали под неё. Вскоре саентологи начали кампанию против проекта, в рамках которой создали сайт Anonymous-Exposed.org и разместили на нём пропагандистские видеозаписи, обвиняющие членов проекта в религиозной ненависти и терроризме. Те в ответ создали сайт с адресом AnonymousExposed.org, отличающимся одним символом от саентологического, где разместили клип Эстли.

### В кино
В сериале Южный Парк в серии "Не смешно" руководитель датской компании Trollface.com троллит своих собственных сотрудников, а также приглашённых им троллей Колорадо с помощью рикроллинга[значимость факта?].

### В интернете
Группа Radiohead в марте 2008 года разыграла своих поклонников, разместив ссылку на клип под видом ссылки на скачивание их нового альбома In Rainbows.
1 апреля 2008 года сразу несколько известных сайтов использовали рикроллинг для розыгрыша, в том числе YouTube заменил ссылку на избранные видео в меню сайта так, что та стала отправлять на клип «Never Gonna Give You Up».
Австралийский создатель вирусного видео Хью Эткин смонтировал клип под музыку «Never Gonna Give You Up» из выступлений Барака Обамы, совместив слова кандидата в президенты с текстом песни. 13 января 2009 года спикер Палаты представителей США Нэнси Пелоси в честь открытия канала конгресса на YouTube загрузила на этот ресурс видео с кошками в Капитолии. В середине видеоклипа вставлен фрагмент «Never Gonna Give You Up».
В ноябре 2009 года появился вирус для iPhone, устанавливающий фоном изображение Рика Эстли с подписью «You've got Rickrolled». Какого-либо реального ущерба троян не наносил.
17 июня 2020 года на розыгрыш попался и сам Рик Эстли. Он выложил на сайте Reddit своё фото из-за кулис концерта в Лас-Вегасе в 1989 году, в рамках первого турне. Под фото пользователь u/theMalleableDuck оставил комментарий, в котором утверждал, что встретил его в тот день перед концертом и сфотографировался с ним, в комментарии была размещена якобы гиперссылка на это фото, на деле являвшаяся ссылкой на клип «Never Gonna Give You Up». Рик Эстли перешёл по ней и ответил эмодзи «Аплодисменты». Комментарий u/theMalleableDuck получил большое количество внутренних наград Reddit, многие из которых дают месяц премиум-доступа к сайту. По приблизительным подсчётам, полученный за этот комментарий премиум-доступ закончится к 2032 году.

### В реальности

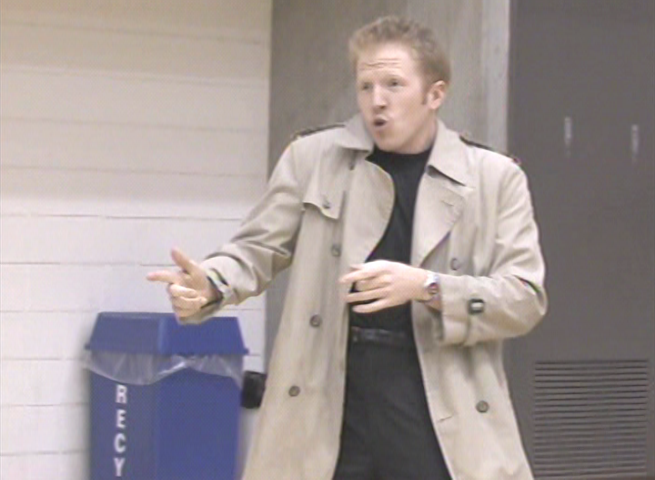
Студент изображает Рика Эстли на баскетбольном матче

В марте 2008 года во время перерывов четырёх игр по женскому баскетболу в Восточном Вашингтонском университете один из студентов вышел на трибуны и, подражая Эстли в клипе, «исполнил» под фонограмму хит при подтанцовке группы поддержки. На видео, снятом во время исполнения, музыка слышна настолько хорошо, будто она проигрывается через стадионные громкоговорители. Это ввело в заблуждение многих, кто смотрел данную запись, в том числе корреспондентов Los Angeles Times и New York Times. Однако, как позже признались автор и сам герой видеоролика, данный «рикроллинг» был постановочным.

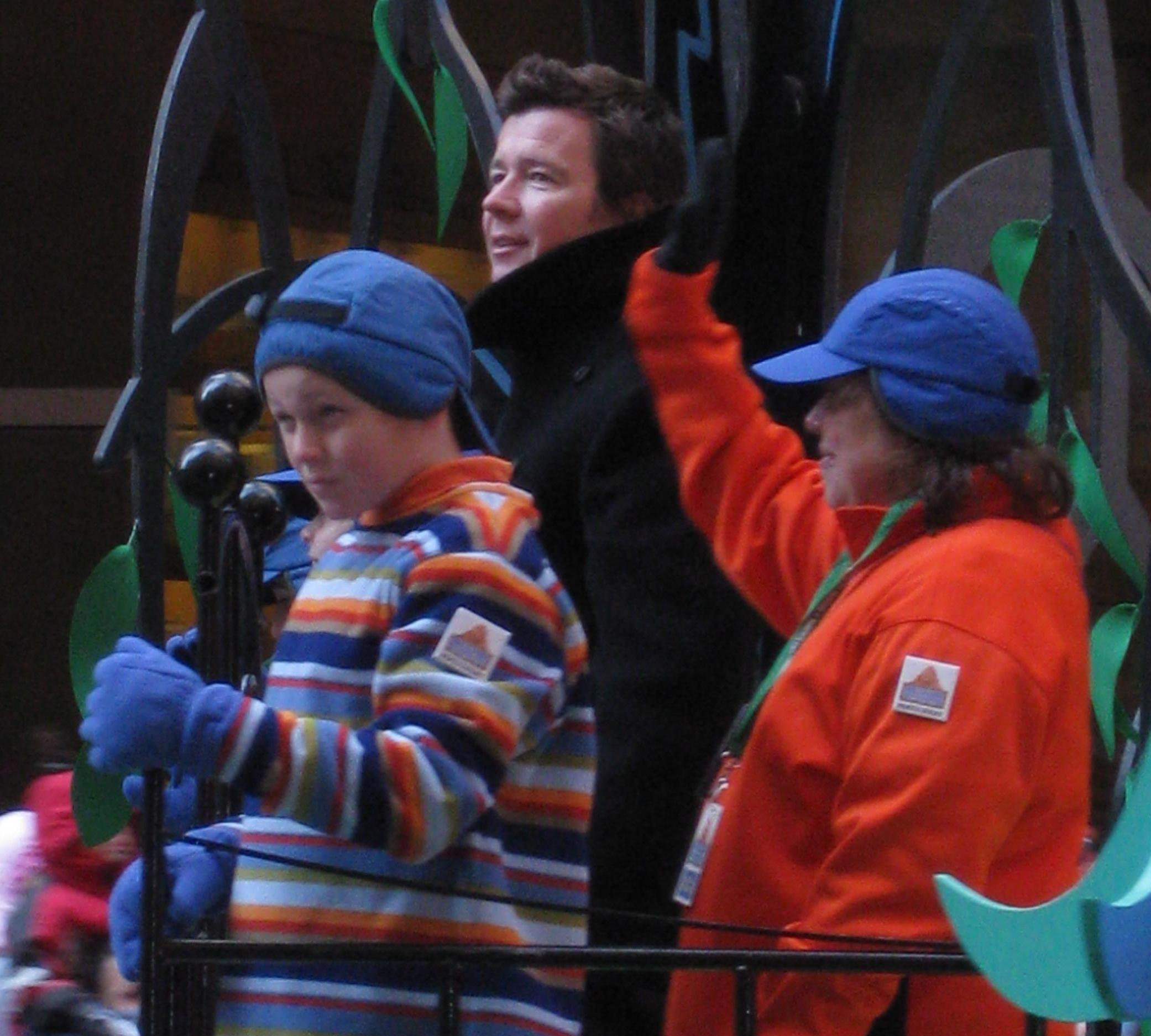
Рик Эстли (в центре) в рикроллинге на Macy’s Thanksgiving Day Parade, 2008 год

Осенью того же года сам Рик Эстли принял участие в рикроллинге в рамках ежегодного парада Дня благодарения от торговой сети «Macy’s». Персонажи «Дома друзей Фостера» исполняли песню из сериала The Courtship of Eddie's Father, а в середине композиции из праздничной платформы вышел Эстли и под фонограмму исполнил свой самый успешный хит.
13 января 2014 года американский студент спрятал текст припева песни в начало каждой строчки эссе о Нильсе Боре.
В 2024 г. прикладная интегральная схема (ASIC) проекта «Tiny Tapeout 2» получила от одного инженера специальный процессор для отображения части клипа легендарного интернет-мема (при этом нехватка места на чипе MPW заставила  значительно уменьшить размер видеоданных, с 217 килобайт до всего лишь 0,5 килобайта, это привело к тому, что «рикролл» получился пикселизированным, в стиле Atari 2600).

## Оценки и влияние
Рикроллинг стал одним из первых интернет-мемов, достигших всемирной популярности. По состоянию на июнь 2025 года клип имеет уже более 1,6 миллиарда просмотров. Мем увеличил популярность как песни «Never Gonna Give You Up», продажи которой с декабря 2007 по март 2008 года заметно выросли, так и самого Эстли. На клип было сделано множество пародий.
Сам Рик Эстли высказывался, что считает шутку интересной, но не собирается на ней наживаться, хотя участвовал в упомянутом выше розыгрыше на Дне благодарения.